# POMERANIANS
POMERANIANS（ポメラニアンズ）は、下北沢を中心に活動したロックバンドである。2000年結成。2005年BabeStarよりメジャー・デビュー。2009年に解散した。

## メンバー
- ザッキー（河原崎亙）ボーカル・キーボード
- ミッチー（松本光由）ギター
- カズくん（村上和正）ベース
- ユウキ（伊藤勇気）ドラム

## ディスコグラフィー

### シングル
- POMERANIANS（2000年3月）
- HUMANOID POMERANIANS（2001年5月）
- 始まりはここから（2003年7月）
- 踊っていたいよ（2004年11月10日）
- 裸足の音人（2005年1月12日）
- BLUE BEAT（2006年11月8日）

### アルバム
- SAFARI PORT（2002年7月）ミニアルバム
- DIG THE SLACK MUSIC!（2004年5月20日）
- 雑踏ダイバー（2005年3月16日）
- レインボークライマー（2006年1月21日）

### DVD
- カワタレボシ（2005年11月23日）

### その他
- コンピレーション
  - 「TheSound Of Softly! vol.1 Tribute to Flipper's Guitar」（2004年2月4日）
  - 「The Sound Of Softly!～Tribute to Flipper's Guitar ～Analog Edition Vol.2」（2004年5月12日）